# Pietro Luzzi
Pietro Luzzi (... – 1867) è stato un patriota italiano.

## Biografia
Trasteverino, di mestiere calzolaio, partecipò ventiquattrenne come volontario del Risorgimento alla campagna dell'Agro romano per la liberazione di Roma del 1867, ma trovò la morte in conseguenza dello scontro di Villa Glori a cui parteciparono i fratelli Cairoli.
Fu tra i superstiti della spedizione, ma durante la fuga per ricongiungersi alle forze di Giuseppe Garibaldi venne catturato dalle forze papaline. Condannato a morte il 10 dicembre 1868 assieme ad un altro patriota, Giulio Ajani, che scampò poi alla pena di morte, venne poi giustiziato.